# Ekonomia przedklasyczna
Ekonomia przedklasyczna – terminem w ekonomii określający poglądy na temat gospodarowania głoszone od starożytności do połowy XVIII w., kiedy ekonomia uzyskała status nauki, a twórczość Adama Smitha została określona jako ekonomia klasyczna.
Ekonomia przedklasyczna obejmuje poglądy filozofów i etyków greckich oraz rzymskich: Ksenofonta, Platona, Arystotelesa, Cycerona, średniowiecznych kanonistów: Tomasza z Akwinu, Mikołaja z Oresme, filozofów utopijnych, m.in. Tomasza Morusa i twórców okresu merkantylizmu oraz fizjokratów, których przedstawicielem był François Quesnay. 
Życie ekonomiczne przedstawiane było przez twórców ekonomii przedklasycznej z punktu widzenia etyki i moralności. Ich poglądy miały charakter normatywny i zawierały oceny dotyczące funkcjonowania gospodarki i postępowania jednostki.